# Malcolm Morley
Malcolm Morley (Londres, 7 de junho de 1931 - Nova Iorque, 2 de junho de 2018) foi um artista inglês que viveu nos Estados Unidos.

## Outras informações
Ele era mais conhecido como um photorealist.
Richard Milazzo tem escrito o livro de Malcolm Morley , em 2000, e Jean-Claude Lebensztijn escreveu Malcolm Morley: Itinerários (Reaktion Books, 2001).

## Morte
Morreu aos 86 anos, em 2 de junho de 2018.